# Samuel Gridley Howe

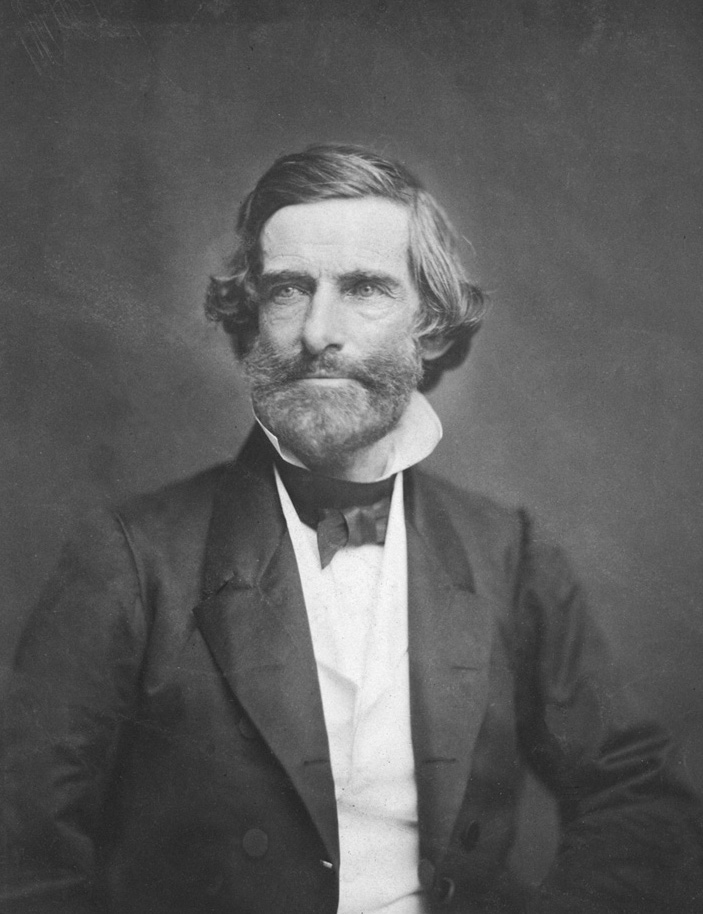
Samuel Gridley Howe

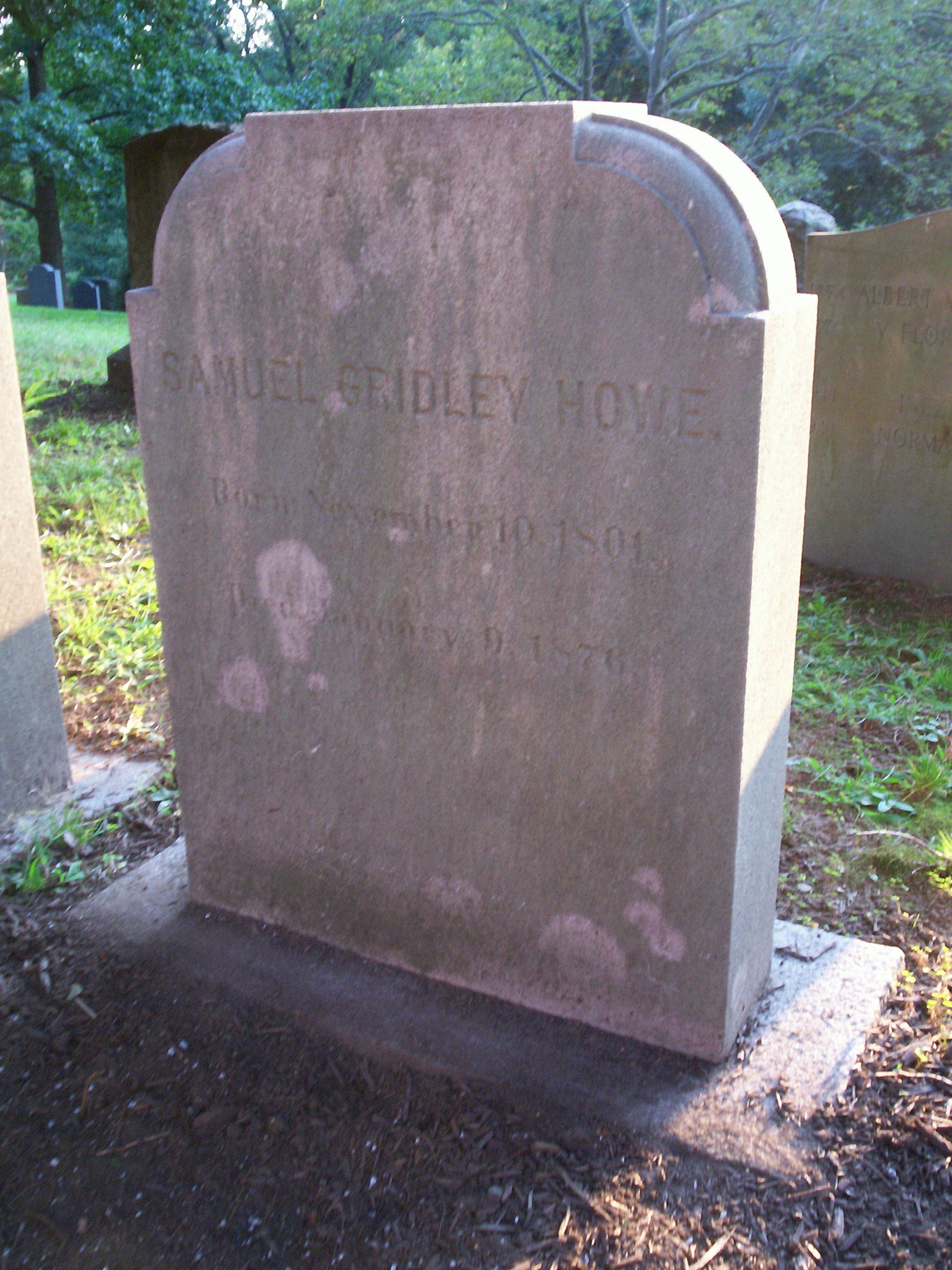
Grab von Samuel Gridley Howe auf dem Mount Auburn Cemetery in Cambridge, Massachusetts

Samuel Gridley Howe (* 10. November 1801 in Boston, Massachusetts; † 9. Januar 1876 ebenda) war ein amerikanischer Arzt, Bürgerrechtler, Philhellene und Gründer der ersten Blindenschule der Vereinigten Staaten.

## Biographie
Howes Vater Joseph Gridley Howe war Schiffeigner und Seilfabrikant, seine Mutter, der er seine idealistische Weltanschauung verdankte, war Patty Gridley Howe. Howe besuchte die lateinische Schule in Boston und anschließend die Brown-Universität in Providence, wo er im Jahr 1821 sein Doktoratsstudium abschloss. Er verließ 1824 die Vereinigten Staaten und reiste nach Griechenland, wo er in den folgenden drei Jahren bei der griechischen Revolution als Mediziner und Soldat aktiv war.
1827 kehrte er nach Boston zurück, wo er zu praktizieren begann. Allerdings engagierte er sich auch hier weiterhin für die Griechen, indem er Spenden sammelte. Diese überreichte er persönlich, als er ein zweites Mal nach Griechenland reiste. Er finanzierte den Bau von Schulen, Kirchen und Wohnhäusern in der Nähe von Korinth. Im Jahre 1830 kehrte er in die Staaten zurück.
Als Howe wieder nach Boston zurückgekehrt war, begeisterten ihn die Erzählungen seines Freundes John D. Fisher. Dieser war gerade aus Paris zurückgekehrt und berichtete von der Blindenschule in Paris, gegründet von Valentin Haüy. 1831 unternahm er schließlich Reisen durch Europa, um sich vor Ort davon zu überzeugen, was für die Erziehung von Blinden getan wurde. Sein erstes Ziel war Paris, wo er neuartige Unterrichtstechniken für Blinde studierte. Zurück in Boston erhielt er vom America-Polish Committee gesammelte Gelder und den Auftrag, dieses an die gegen Russland aufständischen Polen zu verteilen. Er ging also Ende 1831 bis 1832 mit zwei Vorhaben nach Europa und traf sich in Paris mit radikalen polnischen Revolutionären, bevor er nach Preußen ging. In Berlin sah er sich die Blindenschule an, führte aber auch Geld für die Unterstützung der polnischen aufständischen Soldaten mit sich, die sich in Ostpreußen aufhielten und bei der Bevölkerung großen Schaden anrichteten. Wegen dieser Unterstützung für die polnischen Aufständischen wurde Howe verhaftet, es gelang ihm allerdings vorher, die ihm vom America-Polish Committee mitgegebenen Anweisungen an die polnischen Offiziere zu zerstören bzw. zu verstecken. Nach sechswöchiger Inhaftierung wurde ihm schließlich die Ausreise in die Vereinigten Staaten erlaubt.
1832 gründete Howe, durch seine Erfahrungen in Paris inspiriert, in Boston die Perkins School for the Blind. Schon bald wurde er in diesem Bereich zum führenden Experten in den Vereinigten Staaten und initiierte weitere Blindenschulen in Ohio, Tennessee, Kentucky und Virginia. Howes bekannteste Schülerin war die taubblinde Laura Bridgman, die als „Wunderkind“ bekannt wurde. Darüber entstand eine umfangreiche Literatur. Bereits zu Lebzeiten suchte Howe einen Nachfolger; er wurde in Michael Anagnos gefunden.
1843 heiratete Howe Julia Ward, aus der Ehe gingen sechs Kinder hervor, darunter der Metallurg Henry Marion Howe. Das Samuel Gridley and Julia Ward Howe House in Boston, in dem sie gemeinsam von 1863 bis 1866 lebten, ist seit 1974 als National Historic Landmark im National Register of Historic Places eingetragen. 1876 verstarb Howe, im selben Jahr wurde ihm zu Ehren eine große Gedenkfeier in der Boston Music Hall abgehalten.

## Samuel Howe und Florence Nightingale
Die Begegnung der 1820 geborenen Florence Nightingale mit Samuel Howe wird von vielen Biographen als entscheidender Wendepunkt im Leben Florence Nightingales eingeordnet. Florence Nightingale wurde sich im Sommer 1844 immer sicherer, dass sie ihr Leben der Krankenpflege widmen wollte. Ausschlaggebend für ihre Entscheidung wurde jedoch die Begegnung mit Samuel Howe und seiner Frau, die während ihrer Hochzeitsreise zu Gast auf Embley Hall waren. An Howe richtete Florence Nightingale die Frage, ob er es für unpassend halte, wenn eine junge Frau wie sie sich in ähnlicher Form der Krankenpflege widme, wie dieses Ordensschwestern der pflegenden Kongregationen tun. Howe antwortete ihr:
„Meine liebe Miss Florence, es wäre ungewöhnlich und in England wird Ungewöhnliches gewöhnlich auch als unpassend empfunden. Ich möchte Ihnen aber raten, diesen Weg zu gehen, wenn Sie sich dazu berufen fühlen. Handeln Sie entsprechend Ihrer Eingebung und Sie werden herausfinden, dass nichts unpassendes und undamenhaftes daran sein wird, wenn Sie Ihre Pflicht zum Nutzen anderer tun…“
Mark Bostridge weist jedoch auf einen Aspekt dieser Episode hin, der nach seiner Ansicht unterstreicht, wie ungewöhnlich Florence Nightingales Lebensentscheidung gewesen sei. Julia Ward, die fast zwanzig Jahre jüngere Ehefrau von Samuel Howe, entwickelte sich in ihrer zweiten Lebenshälfte zu einer einflussreichen Abolitionistin, Kämpferin für die Frauenrechte und bekannte Schriftstellerin, die unter anderem The Battle Hymn of the Republic verfasste. Bei ihrem Mann fand sie während der zwanzig Ehejahre keine Unterstützung dafür. Auf ihren Vorwurf, Howe habe Florence Nightingale in ihrer Entscheidung ermutigt, während er ihr noch nicht einmal erlaube, ein Band mit Gedichten zu veröffentlichen, antwortete er ihr, er hätte, wäre er mit Florence Nightingale verlobt gewesen, diese Verlobung sofort gelöst, sobald sie in irgendeiner Weise öffentlich in Erscheinung getreten wäre.

## Einzelbelege
1. ↑  The Manliest Man Samuel G Howe S 55-57
2. ↑   Im Original lautet die Antwort Howes: „My dear Miss Florence, it would be unusual, and in England whatever is unusual is apt to be thought unsuitable; but I say to you, go forward if you have a vocation for that way of life; act up to your inspiration, and you will find that there is never anything unbecoming or unladylike in doing your duty for the good of others…“, zitiert nach Dossey, S. 52
3. ↑   Bostridge, S. 86

| Personendaten    | Personendaten                            |
| ---------------- | ---------------------------------------- |
| NAME             | Howe, Samuel Gridley                     |
| ALTERNATIVNAMEN  | Howe, Samuel G.                          |
| KURZBESCHREIBUNG | Gründer der Perkins School for the Blind |
| GEBURTSDATUM     | 10. November 1801                        |
| GEBURTSORT       | Boston, Massachusetts                    |
| STERBEDATUM      | 9. Januar 1876                           |
| STERBEORT        | Boston, Massachusetts                    |